# Festival de Jazz de Vagif
Festival de Jazz de Vagif – el festival tradicional de jazz  dedicó al 75.º aniversario de Vagif Mustafazade, compositor, pianista y el fundador del estilo de jazz-mugham en Azerbaiyán.
Festival de Jazz de Vagif se celebró el 16 de marzo de 2015, en Ciudad Vieja (Bakú), en calle de Kichik Gala.
El festival de dos partes comenzó a las 11:00 horas visitando la tumba de Vagif Mustafazade.
Despué los huéspedes de festival y los representantes de medios de comunicación continuaron celebrar el Día Conmemorativo en la Casa Museo de Vagif Mustafazade, en Ciudad Vieja (Bakú).
La segunda parte empezó a las 14:00 horas y continuó hasta las 18:00 con varias canciones de jazz.